# انا هنتر
انا هنتر (انگلیسی: Anna Hontar؛ زادهٔ ۹ سپتامبر ۲۰۰۳) ورزشکار ورزش شنا اهل اوکراین است.
وی در مسابقات کشوری و بین‌المللی در مجموع برندهٔ ۱ مدال برنز شده‌است.